# Mont Kirkpatrick
Le mont Kirkpatrick est le point culminant du chaînon de la Reine-Alexandra, en Antarctique. Situé à 8 kilomètres à l'ouest du mont Dickerson, le mont Kirkpatrick est le point culminant de la chaîne Transantarctique. Découvert et nommé par l'expédition Nimrod en 1908-1909, la montagne doit son nom à un homme d'affaires de Glasgow, qui était l'un des sponsors de l'expédition.

## Site fossile
Sur les pentes du mont Kirkpatrick se trouve l'un des plus importants sites paléontologiques de l'Antarctique : la formation de Hanson, datée du Jurassique inférieur. À cette période, l'Antarctique était plus chaud et faisait partie du supercontinent nommé Pangée, ainsi les fossiles trouvés sur le site peuvent être retrouvés ailleurs dans le monde.
À plus de 4 000 mètres d'altitude, des restes fossiles de vertébrés y ont été découverts, dont ceux du premier dinosaure trouvé sur le continent, Cryolophosaurus ellioti, nommé en 1994. Une autre espèce de dinosaures, Glacialisaurus hammeri, a été découverte durant une campagne de recherche en 2003-2004. Ce site a également livré les restes d'un cynodonte de la famille des tritylodontidés et un humérus de ptérosaure,.